# Достойное будущее
НПФ «Достойное будущее» — один из старейших и крупнейших российских негосударственных пенсионных фондов (НПФ), основанный в 1994 году. Все 100% акций Фонда принадлежат инвестиционной компании «Ленинградское адажио», входящей в группу компаний «Регион».
НПФ «Достойное будущее» осуществляет деятельность по обязательному пенсионному страхованию, а также реализует программы по негосударственному пенсионному обеспечению для физических и юридических лиц.
Фонд является участником систем гарантирования прав застрахованных лиц по ОПС и участников по НПО, обладает рейтингом надежности и качества услуг «AA+|ru.pf|», прогноз по рейтингу – «Стабильный» от Национального рейтингового агентства. Также является членом Саморегулируемой организации Национальная ассоциация негосударственных пенсионных фондов (НАПФ) и Ассоциации европейского бизнеса (AEB).

## История
Изначально НПФ «Достойное будущее» был создан в 1994 году и работал в рамках группы «Интеррос» под брендом «Доброе дело».
В начале 2004 года контроль над фондом перешёл к «Райффайзенбанку», который вышел на пенсионный рынок России в рамках концепции финансового супермаркета.
16 апреля 2004 года НПФ получил лицензию Инспекции негосударственных пенсионных фондов Минтруда РФ № 67 на осуществление деятельности по пенсионному обеспечению и пенсионному страхованию.
Летом 2014 года произошло акционирование фонда.
В 2015 году владельцами НПФ «Райффайзен» стали акционеры промышленно-финансовой группы «Сафмар».
24 февраля 2015 года фонд вступил в новосозданную систему гарантирования прав застрахованных лиц. С этого дня Государственная корпорация «Агентство по страхованию вкладов» гарантирует возмещение пенсионных накоплений, отраженных на индивидуальных лицевых счетах клиентов Фонда по обязательному пенсионному страхованию - застрахованных лиц (за исключением инвестиционного дохода). Причем выплаты назначенных выплат (накопительной пенсии, срочной пенсионной выплаты и единовременных выплат) гарантируются полностью.
2 февраля 2015 года Фонд переименован в АО НПФ «Сафмар», после чего началось объединение на его основе других пенсионных фондов промышленно-финансовой группы «Сафмар».
- В мае 2016 года Федеральная антимонопольная служба согласовала реорганизацию фонда в форме присоединения к нему НПФ «Европейский пенсионный фонд» (АО), НПФ «Регионфонд» (АО) и АО «НПФ „Образование и наука“».
- 18 августа 2016 года Центральный банк Российской Федерации принял решение об удовлетворении ходатайства о реорганизации.
- В сентябре 2016 года присоединение первых трех фондов было завершено.
- 6 марта 2019 года Фонд также завершил реорганизацию в форме присоединения НПФ «Доверие»[10].

1 апреля 2021 года инвестиционная компания «Ленинградское адажио», входящая в группу компаний «Регион», приобрела 100% акций НПФ «Сафмар».
1 июня 2021 года фонд переименован в АО НПФ «Достойное будущее».
1 января 2023 года Агентство по страхованию вкладов включила фонд в реестр участников системы гарантирования прав участников НПФ по негосударственному пенсионному обеспечению. С этого момента Фонд участвует в системах гарантирования по обоим доступным видам деятельности: в системе обязательного пенсионного страхования и негосударственного пенсионного обеспечения.
В 2024 году фонд в числе первых НПФ получил право заключать договоры долгосрочных сбережений в рамках запущенной в том же году программе долгосрочных сбережений (сокращенно – «ПДС»). При этом права клиентов по ПДС стали гарантироваться в расширенной системе гарантирования прав участников НПФ в рамках деятельности по НПО и формированию долгосрочных сбережений.

## Деятельность
В соответствии с федеральным законом «О негосударственных пенсионных фондах» НПФ «Достойное будущее» осуществляет деятельность по обязательному пенсионному страхованию граждан (ОПС) и негосударственному пенсионному обеспечению физических и юридических лиц на основании лицензии, выданной Инспекцией негосударственных пенсионных фондов при Министерстве труда и социального развития Российской Федерации № 67/2 от 16.04.2004.

### Основные показатели
На конец III кв. 2024 года:
- общие активы под управлением фонда — 311,4 млрд руб., в том числе: 
  - средства пенсионных накоплений — 298,7 млрд руб.;
  - средства пенсионных резервов — 9,3 млрд руб.
- число застрахованных лиц — 3,6 млн человек;
- количество участников негосударственного пенсионного обеспечения — 65,5 тыс. человек; 
  - в том числе получающих негосударственную пенсию 8,9 тыс. человек.

## Рейтинги
| Национальная шкала | Прогноз    | Рейтинг под наблюдением | Дата       |
| ------------------ | ---------- | ----------------------- | ---------- |
| отозван            | -          | -                       | 22.07.2025 |
| ruAAA              | Стабильный | -                       | 22.07.2024 |
| ruAA+              | Стабильный | -                       | 27.07.2023 |
| ruAA+              | Стабильный | -                       | 02.08.2022 |
| отозван            | -          | -                       | 22.12.2017 |
| ruA-               | Стабильный | Наблюдение снято        | 22.12.2017 |
| ruA-               | Стабильный | Рейтинг под наблюдением | 22.09.2017 |
| ruA-               | Стабильный | -                       | 09.08.2017 |
| A++                | Стабильный | Наблюдение снято        | 13.01.2017 |
| A++                | Стабильный | Рейтинг под наблюдением | 09.08.2016 |
| A++                | Стабильный | -                       | 07.05.2015 |
| A++                | Стабильный | -                       | 07.11.2013 |
| A+                 | Позитивный | -                       | 19.06.2012 |
| A+                 | Стабильный | -                       | 27.10.2011 |
| A+                 | Стабильный | -                       | 18.10.2011 |
| A+                 | -          | -                       | 26.04.2011 |
| A                  | -          | -                       | 30.11.2009 |
| A                  | -          | -                       | 16.11.2008 |

| Национальная шкала | Рейтинговое действие | Прогноз       | Дата экспертного комитета |
| ------------------ | -------------------- | ------------- | ------------------------- |
| AAA\|ru.pf\|       | Подтвержден          | Стабильный    | 14.02.2025                |
| AAA\|ru.pf\|       | ▲ Повышен            | Стабильный    | 20.02.2024                |
| AA+\|ru.pf\|       | Подтвержден          | Стабильный    | 13.02.2023                |
| AA+\|ru.pf\|       | ▲ Повышен            | Стабильный    | 11.02.2022                |
| A+\|ru.pf\|        | ▲ Повышен            | Позитивный    | 24.05.2021                |
| A\|ru.pf\|         | Подтверждение        | Развивающийся | 20.02.2021                |
| A\|ru.pf\|         | Присвоен             | Позитивный    | 13.02.2020                |